# Michaił Daragan
Michaił Pietrowicz Daragan, również Michał Daragan (ros. Михаил Петрович Дараган, ur. 1834, zm. 1917 lub później) – wojskowy i urzędnik rosyjski, koniuszy dworu (1897), rzeczywisty tajny radca stanu (1910), gubernator guberni czernihowskiej (1876–1878), wołogodzkiej (1878–1879) i kaliskiej (1883–1902).

## Pochodzenie
Urodził się w rodzinie szlacheckiej osiadłej w guberni połtawskiej. Jego ojcem był Piotr Michajłowicz Daragan (1800–1875), gubernator Tuły, generał porucznik, uczestnik wojen z Turcją (1828) i Polską (1830–1831), matką była Anna Michajłowna zd. Baługianska (1806–1877), dyrektorka Nikołajewskiego Instytutu Sierot w Petersburgu, pedagog dziecięcy, autorka prac literackich. Miał czwórkę rodzeństwa: Iwana, Jelizawietę (matka malarki Marianny von Werewkin), Aleksandrę i Ewę. Dziadek Michaił (zm. 1860) był majorem wojsk rosyjskich.

## W służbie wojskowej i cywilnej
Służbę wojskową rozpoczął w 1852, pierwszy awans oficerski, na stopień porucznika otrzymał 1 czerwca 1853, służył na stanowiskach oficerskich i dowódczych w gwardyjskim pułku kawalergardów, w olwiopolskim pułku ułanów, z którym od marca 1853 do października 1854 brał udział w wojnie krymskiej, następnie służył w Pułku Strzelców Rodziny Carskiej. W 1857 skierowany do Nikołajewskiej Akademii Sztabu Generalnego, którą ukończył rok później, by następnie podjąć służbę w rosyjskim Sztabie Generalnym. W 1861 został kwatermistrzem 2. Dywizji Kawalerii Gwardii. Zapewne brał udział w tłumieniu powstania styczniowego. Służbę w wojsku ukończył 19 kwietnia 1864 w stopniu pułkownika. 
Po zakończeniu kariery wojskowej rozpoczął służbę cywilną, otrzymując w 1869 rangę radcy stanu, a w 1871 – rzeczywistego radcy stanu. Do 1870 pełnił funkcje sędziego pokoju  w guberniach pskowskiej i nowogrodzkiej. Dnia 10 lutego 1870 powołany na stanowisko wicegubernatora guberni mińskiej, w 1876 został gubernatorem czernihowskim, a w 1878 gubernatorem wołogodzkim. W 1879 na własną prośbę zwolniony ze stanowiska.

## Gubernator guberni kaliskiej
W dniu 21 stycznia 1883 został gubernatorem guberni kaliskiej. Po kilku latach, w 1887 awansował otrzymując rangę tajnego radcy. 
Za rządów Daragana nastąpił rozkwit Kalisza, stolicy guberni. W mieście powstały m.in. szkoła realna (przeniesiona z Włocławka), ratusz, nowy teatr (1900), przytułek dla starców, budynek straży ogniowej, powstały nowe mosty, rozbudowano cmentarz katolicki na Tyńcu i cmentarz prawosławny na Majkowie. Szczególną opieką gubernatora został otoczony park miejski, gdzie wzniesiono m.in. oranżerię, sztuczne ruiny i figury parkowe.
W tym czasie w Kaliszu kwitło także życie społeczne i kulturalne. Powstały Towarzystwo Czerwonego Krzyża, Towarzystwo Ratowania Tonących, Towarzystwo Dobroczynności, Resursa Obywatelska oraz Towarzystwo Cyklistów. Sam gubernator pełnił obowiązki prezesa kaliskich oddziałów Towarzystwa Czerwonego Krzyża, Towarzystwa Dobroczynności, prezesa gubernialnego kuratorium trzeźwości, prezesa ogólnego zebrania członków kasy pożyczkowo-oszczędnościowej urzędu gubernatorskiego i prezesa kaliskiej resursy. Dzięki osobistemu stawiennictwu Daragana  car rosyjski w 1898 wydał zezwolenie na budowę połączenia kolejowego Kalisza z Łodzią i Warszawą.
Będąc gubernatorem najbardziej na zachód położonej guberni Imperium Rosyjskiego, Daragan nie był, oględnie mówiąc, zwolennikiem polityki rusyfikacji. Na takie stanowisko Daragana miał prawdopodobnie wpływ urzędujący od końca 1867 wicegubernator Pawieł Rybnikow. Nierzadko podlegli Daraganowi urzędnicy w kontaktach z mieszkańcami guberni posługiwali się językiem polskim, którego używano swobodnie nie tylko w życiu prywatnym, ale również był on wprowadzany do magistratów i zarządów gmin, gdzie wypierał język rosyjski. Sam gubernator również z czasem całkiem dobrze władał językiem polskim. Taka postawa nie uszła uwadze naczelników żandarmerii, którzy w swoich raportach oskarżali Daragana o liberalizm i polonofilstwo. Nie przeszkodziło to gubernatorowi w otrzymaniu tytułu koniuszego dworu cesarskiego (1897). Ostatecznie, 10 grudnia 1902 Daragan został odwołany z Kalisza, a jego miejsce zajął Nikołaj Nowosilcow, potomek osławionego Nikołaja Nikołajewicza Nowosilcowa, utrwalonego w Mickiewiczowskich Dziadach.

## Dalsze losy
W 1902 Daragan został członkiem Senatu Rządzącego, a 1 stycznia 1910 otrzymał kolejny awans w carskiej tabeli rang zostając rzeczywistym tajnym radcą dworu. Senator Daragan mieszkał w Petersburgu, był właścicielem dziedzicznych majątków w guberniach połtawskiej i samarskiej, a także nabytych ziem w guberni witebskiej. W 1903 odwiedził Kalisz, którego mieszkańcy zwrócili się do ówczesnego gubernatora o nadanie Daraganowi tytułu honorowego obywatela miasta. Zmarł po 1 stycznia 1917.

## Rodzina
W 1868 ożenił się z Jekateriną Nikołajewną Stołpakową (ur. 1848), córką generała-lejtnanta Nikołaja Aleksiejewicza Stołpakowa i Jelizawiety zd. Baługianskiej. Z małżeństwa urodziło się sześcioro dzieci: 
- córki Maria (1871–1891) i Anna (1872–1889)[b], obie pochowane na cmentarzu prawosławnym w Kaliszu[9],
- syn Piotr (1874–1960), od 1911 pułkownik wojsk rosyjskich, dowódca białych w okresie wojny domowej, później na emigracji w Jugosławii, zmarł w RFN,
- córka Jelizawieta (1877 – po 1917), żona Aleksandra W. Janowskiego, wicegubernatora łomżyńskiego,
- syn Iwan (1884–1977), podpułkownik wojsk rosyjskich, od 1920 na emigracji w Polsce, od 1948 w Argentynie, zmarł w USA[2],
- córka Jewgienija (1887 – po 1917).

## Niektóre ordery i odznaczenia
- Order Orła Białego (?)
- Order św. Aleksandra Newskiego
- Order Świętej Anny I, II i III klasy
- Order św. Stanisława I i II klasy
- Order Świętego Włodzimierza II i III klasy
- Order Królewski Korony (Prusy)
- Medal Pamiątkowy Wojny Krymskiej
- Medal za Uśmierzenie Buntu Polskiego[2].